# José Salinas
José Luis Salinas (Buenos Aires, 11 febbraio 1908 – Buenos Aires, 10 gennaio 1985) è stato un fumettista argentino, considerato uno dei maggiori disegnatori sudamericani del XX secolo.

## Carriera
Illustratore di formazione, si avvicina, venendone influenzato, allo stile dei grandi disegnatori statunitensi, come Hal Foster e Alex Raymond.
Autore non prolifico, si dedicherà fino allo scoppio della Seconda guerra mondiale alla trasposizione a fumetti dei grandi classici della letteratura mondiale. In quegli anni nacque il figlio Alberto, che diverrà anch'egli disegnatore.
Al termine della guerra si trasferì negli Stati Uniti, dove creò, adattandolo da un romanzo, il personaggio di Cisko Kid, che continuerà a disegnare fino al 1968.

## Riconoscimenti
- Premio Yellow Kid una vita per il cartooning al Salone Internazionale dei Comics (1976)